# Alexander Walentinowitsch Moschajew
Alexander Walentinowitsch Moschajew (russisch Александр Валентинович Можаев; * 5. August 1958 in Wladikawkas, Russische SFSR) ist ein ehemaliger sowjetischer Degenfechter.

## Erfolge
Alexander Moschajew wurde 1981 in Clermont-Ferrand mit der Mannschaft Weltmeister sowie im Einzel Vizeweltmeister. Im Mannschaftswettbewerb gewann er außerdem 1985 in Barcelona Bronze und 1986 in Sofia Silber. Bei den Olympischen Spielen 1980 in Moskau belegte er in der Einzelkonkurrenz in der Finalrunde den fünften Platz. Mit der sowjetischen Equipe erreichte er das Gefecht um Rang drei, in dem Rumänien mit 9:5 besiegt wurde. Gemeinsam mit Alexander Abuschachmetow, Aschot Karagjan, Boris Lukomski und Wladimir Smirnow gewann Moschajew somit die Bronzemedaille.